# Fernando José Pinto Casal de Rey
Fernando José Pinto Casal de Rey, mais conhecido como Fernando Casal de Rey (São Paulo, data de nascimento desconhecida) é um empresário e ex-dirigente de futebol brasileiro. Seu trabalho mais notável foi no São Paulo Futebol Clube, clube o qual é sócio, e foi diretor de futebol e presidente na década de 1990. Atualmente, é dono de uma vidraçaria, e ocupa o cargo de conselheiro consultivo do São Paulo.

## Biografia
Fernando José Pinto Casal de Rey ingressou no São Paulo FC como sócio em 1971. Em Novembro de 1972, como Diretor Adjunto do DEA - Atletismo. Em Abril de 1974, foi eleito conselheiro, daí pra frente, passou por diversos cargos dentro da estrutura do São Paulo FC.
Casal de Rey teve grande importância na história do São Paulo FC antes de ser eleito presidente do clube. Como diretor de Futebol, montou a base do clube que tornou-se bicampeão da Taça Libertadores da América e do mundo, em 1992 e 1993.
Como presidente, não alcançou muitos títulos importantes entre 1994 e 1998, tendo comemorado apenas uma Copa Conmebol, uma Recopa e o Campeonato Paulista de 1998, mas neste momento, seu nome já estava imortalizado como uma grande cartola, sendo considerado um dos "Cardeais" da história do clube. No São Paulo, a denominação “cardeal” é dada aos associados que tenham exercido, ao menos, um mandato como Presidente da Diretoria Executiva, do Conselho Deliberativo ou do Conselho Consultivo e que, após cumprirem esses mandatos, passam a constituir o Conselho Consultivo do time. 
Durante o seu mandato como presidente, Casal de Rey em 1994, viu o Morumbi ser interditado, no setor de arquibancadas. A estrutura apresentou problemas e estava ameaçada de ruir. Por conta disso, teve que realocar grande parte do dinheiro do clube para a reforma do estádio, com os custos da reforma avaliados em R$ 12 milhões na época do início das obras. O futebol, sem grandes investimentos, naturalmente acabou sendo prejudicado e os títulos rarearam.
Teve como outras marcas de sua administração a aquisição do CT de Guarapiranga (usado pelas categorias de base até a construção do CFA de Cotia, em 2004) e a construção do parque aquático com piscina aquecida, vestiário e sala de musculação. Casal de Rey também ficou marcado pela tentativa de contratar Renato Gaúcho para o São Paulo - Portaluppi, como é conhecido no Rio Grande do Sul, chegou a ser apresentado oficialmente e posar para fotos usando a camisa do clube, mas nunca chegou sequer a treinar como atleta são-paulino.
Em 2001, por conta da CPI do futebol, teve seus sigilos bancário e fiscal quebrados. O motivo era por supostas irregularidades nas transações de jogadores, entre eles Cafu e Denílson.
Ele é sogro de Newton Luiz Ferreira - conhecido como Newton do Chapéu, também conselheiro do São Paulo.